# Армитидж, Майлз
Майлз Армитидж (англ. Miles Armitage; род. XX век) — австралийский дипломат. Посол Австралии в Турции.

## Биография
Окончил Сиднейский университет по специализации «музееведение». Бакалавр искусств. Также окончил Австралийский национальный университет по специализации «международные отношения и торговля».
Являлся старшим сотрудником департамента международных отношений и торговли, помощником секретаря МИД Австралии по отношениям с парламентом и медиа. Работал в отделе МИД Австралии по Юго-Восточной Азии.
Являлся помощником секретаря по Америке, Азии и торговле департамента Премьер министра Австралии и Кабинета министров Австралии.
Работал в представительстве Австралии при ООН (Нью Йорк) и Исламабаде. Занимал должность заместителя главы посольства посольства Австралии на Филиппинах (Манила).
Посол Австралии в Иордании (июль 2016 — 2020).
Посол Австралии в Восточном Тиморе (февраль 2011 — 2014).
Посол Австралии в Турции (с 14 октября 2021). Одновременно является послом Австралии в Азербайджане и Грузии.
Верительные грамоты президенту Азербайджана вручил 5 августа 2024 года.
Владеет португальским языком, языком тетум.